# Manon Lescaut (Puccini)
Manon Lescaut este o operă în limba italiană, în patru acte compusă de Giacomo Puccini între 1889 și 1892 după un libret de Luigi Illica, Mario Praga și Domenico Oliva. Libretul este inspirat după romanul Histoire du Chevalier des Grieux, et de Manon Lescaut de Antoine Francois Prevost.
Premiera operei a avut loc în 1 februarie 1893, la Torino în Teatro Regio.

## Istoric
Libretul, în italiană, a fost scris de cinci autori angajați de Puccini: Ruggero Leoncavallo, Marco Praga, Giuseppe Giacosa, Domenico Oliva și Luigi Illica și a fost inspirat din romanul deosebit de popular al lui Prevost, care la vremea publicării era deosebit de controversat, cu acțiunea desfășurându-se parțial în Franța și Louisiana, Statele Unite ale Americii.
La libret au contribuit și editorul, Giulio Ricordi, cât și Puccini. Atât de confuză a fost „paternitatea” libretului, încât nimeni nu a fost creditat ca autor pe pagina de titlu a partiturii originale. Cu toate acestea, Illica și Giacosa au fost cei care au completat libretul și au continuat să contribuie cu librete la următoarele trei – și cele mai de succes – lucrări ale lui Puccini.
Chiar dacă existau deja mai multe compoziții care adresau povestea romanului lui Prevost, pentru care compozitorul francez Jules Massenet, a pus în scenă deja din 1884, o operă cu titlul de Manon care devenise populară în repertoriul Operei Comice din Paris, Puccini a insistat ca să nu abandoneze povestea argumentând:
```
„Manon este o eroină în care cred și, prin urmare, nu poate să nu cucerească inimile publicului. De ce nu ar trebui să existe două opere despre Manon? O femeie ca Manon poate avea mai mult de un iubit.”
```

## Personaje
| Role                                                                                     | Registru vocal | Distribuția 1 Februarie 1893 Dirijor: Alessandro Pomè |
| ---------------------------------------------------------------------------------------- | -------------- | ----------------------------------------------------- |
| Manon Lescaut                                                                            | soprană        | Cesira Ferrani                                        |
| Lescaut, fratele ei și tutore, un sergent în garda regală                                | bariton        | Achille Moro                                          |
| Chevalier Renato des Grieux, un student                                                  | tenor          | Giuseppe Cremonini                                    |
| Geronte di Ravoir, Trezorier General/perceptor                                           | bas            | Alessandro Polonini                                   |
| Edmondo, un student                                                                      | tenor          | Roberto Ramini                                        |
| Hangiul                                                                                  | bass           | Augusto Castagnola                                    |
| Cântăreața                                                                               | mezzo-soprană  | Elvira Ceresoli                                       |
| Maestrul coregraf                                                                        | tenor          | Roberto Ramini                                        |
| Lămpașul                                                                                 | tenor          | Roberto Ramini                                        |
| Sergentul arcașilor                                                                      | bas            | Ferdin Cattadori                                      |
| Căpitanul de navă                                                                        | bas            |                                                       |
| Peruchierul                                                                              | nu cântă       | Augusto Ghinghini                                     |
| Cântăreți, foști prieteni și abați, fete, orășeni, studenți, curtezani, arcași, marinari |                |                                                       |

## Rezumat

### Primul act
Amiens - o piață de lângă Poarta Parisului. Pe de o parte a pieței un bulevard și pe cealaltă parte un han, cu balcon. Este seară, orășeni, soldați și o mulțime de studenți și fete se plimbă pe bulevard și prin piață, în timp ce alții se adună în grupuri. Unii sunt așezați la mesele din afara hanului, beau și joacă jocuri de noroc.
Edmondo cântă despre plăcerile tinereții (Edmondo, cor de studenți, fete și orășeni: Ave, sera gentile). Des Grieux intră, este salutat, dar el este melancolic și nu se alătură celorlalți, cântând cinic despre dragoste (des Grieux, Edmondo, refren: L'amor?, L'amor? ...io non conosco!). Ei glumesc cu el și îl provoacă să flirteze aparent cu fetele (des Grieux: Tra voi, belle, brune e bionde); (Edmondo, refren: Ma, bravo!).
Se aude un corn de poștalion și trăsura din Arras oprește la han, în timp ce mulțimea se uită să vadă pasagerii (Corul: Giunge il cocchio d'Arras!) Lescaut (fratele lui Manon), apoi un perceptor-general în vârstă, Geronte di Ravoir, coboară din trăsură, Geronte ajutându-o pe Manon, apoi pe restul pasagerilor. Mulțimea comentează (Corul, Edmondo, Lescaut, des Grieux, Geronte: Discendono, vediam!). Edmondo și studenții o admiră pe Manon (Chi non darebbe a quella donnina bella?). Des Grieux este și el încântat (Dio, quanto è bella!). Ceilalți pasageri intră în han, în timp ce Lescaut îi face semn lui Manon să-l aștepte. Ea stă, în timp ce des Grieux, care a fost fermecat de ea, se apropie și își declară sentimentele (des Grieux, Manon,: Cortese damigella), doar pentru a afla că este destinată unei mănăstiri conform dorinței tatălui acesteia. Se oferă să o ajute, iar când Lescaut o cheamă, o roagă să-l întâlnească mai târziu; fără tragere de inimă acceptă. După ce Manon pleacă, des Grieux cântă despre sentimentele lui pentru Manon (des Grieux: Donna non vidi mai). Studenții și fetele, care au urmărit cuplul, comentează în batjocură norocul lui (Edmondo, elevi: La tua ventura ci rassicura).
Lescaut și Geronte coboară și discută în piață despre soarta lui Manon, observată de Edmondo. Geronte, care este și el captivat de Manon, spune că ar fi irosită într-o mănăstire. La auzirea părerii colegului său de călătorie, Lescaut începe să-și reconsidere sarcina de a-și escorta sora la mănăstire. Studenții îl invită pe Lescaut să se alăture jocului lor de cărți. Geronte observă că Lescaut este preocupat de joc și dezvăluie planul său de a o răpi pe Manon și de a o duce la Paris hangiului, oferindu-i bani pentru ajutorul și tăcerea lui. Edmondo aude planul și îl informează pe des Grieux (Edmondo: Cavaliere, te la fanno!). El se oferă să-l ajute pe des Grieux, aranjează ca jucătorii de cărți să-l țină ocupat pe Lescaut.
Manon se strecoară din han ca să-l întâlnească pe des Grieux așa cum i-a promis (Manon: Vedete? Io son fedele alla parola mia). El își declară dragostea pentru ea și o avertizează cu privire la complotul de a o răpi, în timp ce Edmondo obține trăsura pe care Geronte a închiriat-o să ducă cuplul la Paris. Pleacă împreună exact în momentul în care sosește Geronte, gata să-și execute planurile (Geronte: Di sedur la sorellina e il momento!). Geronte este batjocorit de Edmondo. Dându-și seama că a fost păcălit, Geronte îl îndeamnă pe Lescaut să urmeze perechea plecată. Mai pragmatic Lescaut îl sfătuiește că perechea va rămâne în curând fără bani, iar apoi Manon va fi a lui.

### Al doilea act
O cameră în casa lui Geronte din Paris
Manon este acum amanta lui Geronte (după ce Manon la părăsit pe des Grieux când a rămas fără bani - [parte din roman omisă de Puccini]). Manon și peruchierul ei sunt în cameră când intră Lescaut (Manon, Lescaut: Dispettosetto questo riccio!); (Lescaut: Sei splendida e lucente!). Ea îi spune că Geronte este prea bătrân și rău; o plictisește. Manon este tristă, iar gândurile ei se îndreaptă către des Grieux (Manon: In quelle trine morbide); (Lescaut, Manon: Poiché tu vuoi saper).
Muzicieni angajați de Geronte intră pentru a o amuza (Madrigal: Sulla vetta tu del monte); (Manon, Lescaut: Paga costor). Geronte aduce un maestru de dans; se dansează un menuet, apoi ea cântă o gavotă (Maestrul de dans, Geronte, Manon, cor: Vi prego, signorina [menuet]); (Manon, Geronte, cor: L'ora, o Tirsi, è vaga e bella). După ce au dansat, Geronte și muzicienii părăsesc casa. Consternat că sora lui este nefericită trăind cu Geronte, Lescaut merge să-l găsească pe des Grieux. Des Grieux apare în casa lui Geronte (Manon, des Grieux: Oh, sarò la più bella!). În timp ce des Grieux și Manon își reînnoiesc jurămintele de dragoste, Geronte se întoarce pe neașteptate. El salută cuplul, amintindu-i lui Manon de multele sale favoruri pentru ea, inclusiv câteva bijuterii prețioase. Ea îi răspunde că nu-l poate iubi (Geronte, des Grieux, Manon: Affè, madamigella).
Cu o reverență adâncă, îi părăsește. Manon se bucură de libertatea lor (Manon: Ah! Ah! Liberi!); (des Grieux: „Ah, manon, mi tradisce il tuo folle pensiero). Lescaut îi îndeamnă să părăsească imediat cass, dar Manon ezită la gândul că-și va lăsa bijuteriile și rochiile frumoase. Lescaut reintră în grabă, făcând semne că trebuie să plece imediat. Manon își strânge bijuteriile și se îndreaptă spre ușă. A fost încuiată din ordinul lui Geronte. Soldați chemați să o aresteze pe Manon, încercând să scape, își lasă bijuteriile să cadă la picioarele lui Geronte. Ea este târâtă deoparte și des Grieux nu i-se permite să o urmeze (des Grieux, Manon, Lescaut, sergent, Geronte: Lescaut! – Tu qui?).
Intermezzo: Călătoria către Le Havre.
Multiplele eforturi ale lui des Grieux de a o elibera pe Manon, inclusiv prin forță eșuând, acesta o urmează la Le Havre.

### Al treilea act
O piață lângă portul din Le Havre
În zori, Manon este cu celelalte curtezane întemnițate (des Grieux, Lescaut, Manon: Ansia eterna, crudel). Lescaut a mituit un gardian pentru a-l lăsa pe des Grieux să vorbească cu Manon. Vorbind cu ea printre gratii, află că urmează să fie deportată în Louisiana. Un lămpaș, stinge felinarele cântând un cântec (Lămpaș, des Grieux, Manon: E Kate ripose al re); (des Grieux, Manon: Manon, disperato è il mio prego). Ei încearcă o salvare, dar în zadar. Apare gardianul, escortând un grup de femei, care merg pe aceeași navă cu Manon. Ea merge printre, palidă și tristă. Mulțimea face comentarii în timpul apelului curtezanelor (Corul, Lescaut, des Grieux, Manon: All'armi! All'armi!), dar Lescaut îi inspiră milă lui Manon (Sergent, cor, Lescaut, Manon, des Grieux: Rosetta! – Eh, che aria!).
Des Grieux, disperat de ideea de a fi despărțit de Manon pentru totdeauna, merge alături de ea. El încearcă să o prindă, dar este împins de către sergent. Totuși, căpitanul navei le vede durerea intensă (des Grieux: Pazzo son!) și îi permite să se îmbarce pe navă.

### Al patrulea act
O câmpie întinsă în vecinătatea Noului Orleans
După ce au fugit de intrigile pline de gelozie din New Orleans, îndrăgostiții își croiesc drumul prin un „deșert” pentru a căuta refugiu într-o așezare britanică. Rătăcind prin deșert, Manon deja bolnavă, este epuizată. Ea cade și nu poate merge mai departe (des Grieux, Manon: Tutta su me ti posa); (des Grieux: Vedi, son io che piango); (Manon, des Grieux: Sei tu che piangi). Des Grieux este alarmat de înfățișarea lui Manon și merge să caute apă. În timp ce el este plecat, Manon își amintește trecutul și își contemplează frumusețea și soarta (Manon: Sola, perduta, abbandonata).
Des Grieux se întoarce, nefiind în stare să găsească apă. Manon își ia un rămas bun sfâșietor, însă nu înainte de a se plânge de faptul că viața ei nu a fost corectă și că nu mai este frumoasă. Înainte de a muri în brațele lui, Manon îi cere lui des Grieux să-i spună cât de frumoasă a fost și că trebuie să-i ierte greșelile înainte de a muri, ignorându-l repetat, când acesta repetă cât de mult o iubește și îi va fi dor de ea. Chinuit de durerea morții iubitei sale vanitoase, des Grieux se prăbușește peste corpul ei (Manon, des Grieux: Fra le tue braccia, amore).

## Instrumentație
Opera este compusă pentru piccolo (care dublează ca al 3-lea flaut), două flaute, doi oboi, corn englez, două clarinete, clarinet bas, doi fagoți, patru coarne, trei trompete, trei tromboane, tubă bas, timpani, triunghi, tobă, tam-tam, tobă bas, chimvale, glockenspiel, celestă, harpă și coarde, împreună cu flaut în afara scenei, cornet în afara scenei, clopot în afara scenei, tobă în afara scenei și clopoței de sanie în afara scenei.